# Swimming Pools (Drank)
Singles de Kendrick Lamar
The Recipe
(2012) Fuckin' Problems
(2012)
Pistes de Good Kid, M.A.A.D City
M.A.A.D City
(8) Sing About Me, I'm Dying of Thirst
(10)
Swimming Pools est une chanson du rappeur américain Kendrick Lamar sortie le 31 juillet 2012 sous format numérique. Le single sort sous les labels Top Dawg, Aftermath et Interscope. 2e single extrait de l'album studio good Kid, M.A.A.D City (2012), la chanson est écrite par Kendrick Lamar et par Tyler Williams. Swimming Pools est produit par T-Minus. Le single se classe aux États-Unis, en France et au Royaume-Uni.

## Formats et liste des pistes
Single numérique
| No | Titre                  | Producteur(s) | Durée |
| -- | ---------------------- | ------------- | ----- |
| 1. | Swimming Pools (Drank) | T-Minus       | 4:07  |

good kid, m.A.A.d city
| No  | Titre                                     | Producteur(s) | Durée |
| --- | ----------------------------------------- | ------------- | ----- |
| 9.  | Swimming Pools (Drank) (Extended Version) | T-Minus       | 5:13  |
| 17. | Swimming Pools (Drank) (Main Version)     | T-Minus       | 4:07  |
| 19. | Swimming Pools (Black Hippy Remix)        | T-Minus       | 5:14  |

## Classement par pays
| Classement (2012)                       | Meilleure position |
| --------------------------------------- | ------------------ |
| Australie (ARIA)                        | 67                 |
| Belgique (Flandre Ultratop 50 Singles)  | 19                 |
| Belgique (Wallonie Ultratop 50 Singles) | 43                 |
| États-Unis (Hot 100)                    | 17                 |
| États-Unis (Hot R&B/Hip-Hop Songs)      | 3                  |
| États-Unis (Rap Songs)                  | 3                  |
| France (SNEP)                           | 59                 |
| Royaume-Uni (UK R&B Chart)              | 11                 |
| Royaume-Uni (UK Singles Chart)          | 57                 |

### Certifications
| Pays       | Organisme | Certification | Vente     |
| ---------- | --------- | ------------- | --------- |
| Danemark   | IFPI      | Or            | 15 000    |
| États-Unis | RIAA      | Platine       | 1 000 000 |

## Historique de sortie
| Pays        | Date              | Format                   | Label                 |
| ----------- | ----------------- | ------------------------ | --------------------- |
| États-Unis  | 31 juillet 2012   | Téléchargement numérique | Aftermath, Interscope |
| Royaume-Uni | 30 septembre 2012 | Téléchargement numérique | Aftermath, Interscope |